# Georg Baudler
Georg Baudler (* 18. Juli 1936 in Eggenfelden; † 2. Januar 2023) war ein deutscher römisch-katholischer Theologe.

## Leben
Baudler studierte römisch-katholische Theologie, Germanistik und Philosophie an der Universität München und an der Universität Innsbruck. Von 1962 bis 1970 war Baudler als Gymnasiallehrer in Dachau bei München tätig. Von 1971 bis 2001 war Baudler als Professor für Katholische Theologie und Didaktik an der RWTH Aachen tätig. Er war Unterzeichner des Memorandums „Kirche 2011: Ein notwendiger Aufbruch“.
In seinen Studien zum Gewaltpotenzial der Weltreligionen führt Baudler aus, dass diese in der Achsenzeit die Tradition des Gewaltkultus mit archaischen Opferritualen und gewaltverherrlichenden Ursprungsmythen überwunden hätten. In den archaischen Religionen seien die Raubtiere als Todbringer und Lebensspender vergöttlicht worden. In ihnen sei die Macht über Gewalt, Leben und Tod erfahren worden. Mit der Achsenzeit habe ein Transformationsprozess von der archaischen Gewaltverherrlichung zur „gewaltfreien Gottsymbolik“ begonnen. Die Realisierung einer gewaltfreien Gesellschaft werde dabei zur transzendenten Vision. (Baudler 2006)
Georg Baudler starb am 2. Januar 2023 im Alter von 85 Jahren.

## Werke (Auswahl)
- Wahrer Gott ALS wahrer Mensch. Entwürfe zu einer narrativen Christologie. München 1977.
- Religiöse Erziehung heute. Grundelemente einer Didaktik religiösen Lernens in der weltanschaulich-pluralen Gesellschaft. Paderborn 1979.
- Einführung in symbolisch-erzählende Theologie. Der Messias Jesus als Zentrum der christlichen Glaubenssymbole. (Uni-Taschenbuch Nr. 1180) Paderborn 1982.
- Korrelationsdidaktik: Leben durch Glauben erschließen. Theorie und Praxis der Korrelation von Glaubens-Überlieferung und Lebenserfahrung auf der Grundlage von Symbolen und Sakramenten. (Uni-Taschenbuch Nr. 1306) Paderborn/München/Wien/Zürich 1984.
- Jesus im Spiegel seiner Gleichnisse. Das erzählerische Lebenswerk Jesu – ein Zugang zum Glauben. Paderborn 1986.
- Erlösung vom Stiergott. Christliche Gotteserfahrung im Dialog mit Mythen und Religionen. München/Stuttgart 1989.
- Gott und Frau. Die Geschichte von Gewalt, Sexualität und Religion. München/Stuttgart 1991.
- Ursünde Gewalt. Das Ringen um Gewaltfreiheit. Düsseldorf 2001. ISBN 3-491-70340-9.
- Gewalt in den Weltreligionen. Ursprung – Geschichte – Gegenwart. Darmstadt 2005.
- Darwin, Einstein – und Jesus. Christsein im Universum der Evolution. Düsseldorf 2009.